# سهره زرد دمگاه‌روشن
سهره زرد دمگاه‌روشن (نام علمی: Sicalis uropygialis) گونه‌ای از پرندگان خانواده فرخندگان است که در علفزار پونا: پرو، بولیوی و شمال شیلی و آرژانتین یافت می‌شود. زیستگاه‌های طبیعی آن علفزارهای نیمه‌گرمسیری یا گرمسیری در ارتفاعات و جنگل‌های پیشین به‌شدت دگرگون‌شده‌است.